# Gon (manga)
Gon (ゴン?) è un manga realizzato da Masashi Tanaka. 
La serie ruota intorno alle avventure completamente senza testi e onomatopee del personaggio che dà il titolo alla serie, il piccolissimo e irascibile dinosauro Gon e le sue interazioni con il mondo circostante, disegnato da Tanaka in modo realistico e dettagliato. 
Gon è sopravvissuto in qualche modo all'estinzione dei suoi compagni dinosauri e quindi convive con animali del Paleolitico. Nel 1998 il manga ha ricevuto il premio per l'eccellenza al Japan Media Arts Festival. Al di fuori del Giappone, Gon è diventato piuttosto celebre per essere comparso nel videogioco Tekken 3. Una serie televisiva anime ispirata al manga è iniziata in Giappone il 2 aprile 2012.

## Caratteristiche
L'esatta specie di appartenenza di Gon non viene mai rivelata, benché il suo aspetto possa essere ricondotto a quello di un generico carnosauro in una posizione a tre piedi, delle dimensioni di un piccolo cane. Si tratta di un onnivoro dotato di un enorme appetito.
Ha una grande forza fisica e una grande resistenza considerando le sue dimensioni, al punto da sostenere il suo intero peso con la sola mascella o sollevare parzialmente il peso di un elefante africano. La sua pelle squamosa è quasi impenetrabile, essendo in grado di scrollarsi di dosso i morsi di grandi predatori. L'intelligenza di Gon invece sembra variare da avventura ad avventura, e va dalla totale inettitudine (non si rende conto di avere un nido d'uccello sulla testa per settimane), all'astuzia strategica (utilizza un leone come bestia da soma per catturare altre prede).
Le avventure di Gon solitamente sono comiche, con sviluppi ambientalistici. Non esiste una vera e propria continuità nella serie, e Gon spesso appare in continenti differenti da un'avventura all'altra, interagendo con la fauna locale in ogni storia. Egli è spesso raffigurato come una creatura irascibile ma di buon cuore, che offre il proprio aiuto ai vari amici animali che incontra in ogni numero.
In Tekken 3, Gon si rivela persino ignifugo, è in grado di sputare palle di fuoco dalla bocca e flatulenze tossiche. Si esprime con cinguettii e grida, simili a quelli dei procioni o dei pappagalli.

## Media

### Manga
La serializzazione del manga Gon dell'autore Masashi Tanaka è iniziata sulle pagine della rivista Weekly Morning pubblicata dalla Kōdansha ed è durata dal 1992 al 2002. La serie è stata poi raccolta in sette volumi tankōbon.
La versione in inglese del manga è stata originariamente pubblicata dalla Manderin Publishing (nel Regno Unito, nel 1994) e dalla Paradox Press (negli Stati Uniti, nel 1996). L'adattamento italiano è invece opera della Star Comics che ha iniziato a pubblicarlo negli anni novanta.
Il 22 luglio 2020, J-Pop pubblica una versione integrale in formato deluxe dell'opera.

#### Volumi
| Nº | Data di prima pubblicazione | Data di prima pubblicazione | Data di prima pubblicazione |
| Nº | Giapponese                  | Giapponese                  | Italiano                    |
| -- | --------------------------- | --------------------------- | --------------------------- |
| 1  | 19 marzo 1992               | ISBN 4-06-176629-5          | settembre 1993              |
| 2  | 19 novembre 1992            | ISBN 4-06-176658-9          | marzo 1994                  |
| 3  | 18 febbraio 1994            | ISBN 4-06-176720-8          | settembre 1994              |
| 4  | 21 agosto 1996              | ISBN 4-06-337307-X          | settembre 1996              |
| 5  | 18 novembre 1998            | ISBN 4-06-337369-X          | maggio 2000                 |
| 6  | 19 maggio 1999              | ISBN 4-06-337396-7          | maggio 2001                 |
| 7  | 19 marzo 2002               | ISBN 4-06-337488-2          | 19 aprile 2003              |

### Videogiochi

Gon in Tekken 3

Gon è comparso per la prima volta in un videogioco nel platform per SNES intitolato proprio Gon. Il gioco è stato sviluppato dalla TOSE e pubblicato dalla Bandai nel 1994. Un altro platform, Gon: Baku Baku Baku Baku Adventure, è stato sviluppato per Nintendo 3DS e pubblicato il 14 giugno 2012 dalla Namco Bandai Games. Gon è inoltre un personaggio sbloccabile di Tekken 3. Si tratta di uno dei due personaggi giocabili nascosti del gioco, insieme a Dottor Boskonovitch. Il suo costume alternativo lo mostra con un guscio di tartaruga e dei guanti blu.

### Anime
Una serie televisiva anime in computer grafica coprodotta dalla Kōdansha e dallo studio coreano Daewon Media è stata trasmessa in Giappone dal 2 aprile 2012 al 25 settembre 2015 divisa in due stagioni. Il personaggio di Gon è doppiato dall'attrice Motoko Kumai.

## Accoglienza
Un recensore di AnimeClick.it parlò del manga, trovandolo probabilmente unico nel suo genere, e decisamente particolare, tanto da definirlo uno slice of "wild" life. Difatti questo vantava di uno stile tutto suo, irripetibile, dissacrante e che riusciva ad affascinare il lettore con delle tavole realistiche delle ambientazioni in cui Gon e gli altri animali interagiscono. Inoltre apprezzò decisamente la simpatia del personaggio di Gon, il quale avrebbe suscitato molte risate grazie alla sua spontanea comicità, ritenendo il manga un'opera che meritava un'occhiata e che a suo modo era riuscita a lasciare il segno, come dimostrato dai vari videogiochi o dalle serie animata dedicate anni prima.